# Thomsongasell
Thomsongasell (Gazella thomsoni eller Eudorcas thomsonii) är en av de mer kända gasellarterna och den är uppkallad efter upptäcktsresanden Joseph Thomson. Den lever på savannen i Afrika, främst i Kenya och Tanzania. Ett av dess starkaste fästen är Serengeti.
Thomsongasellen är mycket lik grantgasellen och har en mankhöjd på 60–90 centimeter och den kan väga upp till 16 kilogram. Den har en ljusbrun päls och en vit undersida. Deras flank har vad man brukar kallas för ett gasellband, det är en svart markerad linje på djurets sida. Hornen är långa, spetsiga och svagt svängda. Hanarnas horn kan bli upp emot 30–40 centimeter långa medan honorna har betydligt mindre med en längd på upp till 10-15 centimeter. Den äter för det mesta gräs och den låga vegetationen som finns på savannen och de får i sig det mesta av sin vätska ifrån denna föda.
Thomsongasellen lever i flockar. Honorna samlas i stora grupper som saknar familjestruktur och de hävdar inte något revir. Honorna kan byta grupp. Hanarna är däremot revirbundna. De försöker att hålla revir på platser där grupper med honor ofta befinner sig. De hanar som inte har något revir samlas i ungkarlsgrupper. De kan också samlas i grupper med andra arter som till exempel zebran och gnun.

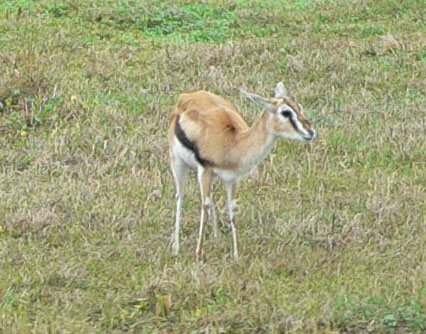
Thomsongasell

Deras största hot, förutom människan, är geparden som har Thomsongasellen som basföda, annars är det leoparden, vildhundar, hyenor och lejon som har gaseller på sin matsedel. När en Thomsongasell blir jagad eller ser ett rovdjur så börjar den med s.k. ”strotting” (engelska). Det innebär att den tar höga hopp med raka ben rakt upp i luften. Man tror att det antingen är för att visa rovdjuret att det är upptäckt eller för att visa att man är ytterst starkt och friskt. En Thomsongasell kan komma upp i en hastighet på 83 kilometer i timmen.
I det vilda kan en Thomsongasell leva i upp till 10–15 år. Dock överlever inte hälften av kiden det första året.